# Championnat d'Espagne de hockey sur glace 1991-1992
Saison précédente Saison suivante
La saison 1991-1992 est la 18e saison du championnat d'Espagne de hockey sur glace. Cette saison, le championnat porte le nom de Superliga Española.

## Clubs de la Superliga 1991-1992
- FC Barcelone
- ARD Gasteiz
- CH Jaca
- CG Puigcerdà
- Txuri Urdin

## Classement
| # | Club         | Joués | V  | N | D  | bp:bc  | +/-  | Points |
| - | ------------ | ----- | -- | - | -- | ------ | ---- | ------ |
| 1 | Txuri Urdin  | 16    | 12 | 1 | 3  | 106:59 | +47  | 25     |
| 2 | CH Jaca      | 16    | 10 | 1 | 5  | 81:72  | +9   | 21     |
| 3 | FC Barcelone | 16    | 9  | 0 | 7  | 131:81 | +50  | 18     |
| 4 | CG Puigcerdà | 16    | 7  | 2 | 7  | 94:68  | +26  | 16     |
| 5 | ARD Gasteiz  | 16    | 0  | 0 | 16 | 56:160 | -104 | 0      |

Le Txuri Urdin est sacré Champion d'Espagne de hockey sur glace 1991-1992.